# Горичева, Мария Матвеевна
Горичева Мария Матвеевна (урождённая Казанджиева, по мужу Квитко; 22 января 1887—1967) — русская и советская актриса театра и кино.

## Биография
Окончила Петербургские курсы драматического искусства. С 1904 года играла в провинциальных театрах. В 1909 году вошла в состав труппы братьев Адельгейм. С 1913 по 1916 год — актриса Театра Корша. Снималась в фильмах общества «Биофильм» (1918). С 1923 по 1925 — актриса I-го театра МГСПС. Снималась в кино с 1912 по 1918 в немых фильмах, и с 1932 по 1940 годы в звуковом кино. В 1946 году написала мемуары «Штрихи и клочки воспоминаний из прошлого кинематографии».
Похоронена на Введенском кладбище (23 уч.).

## Фильмография
- 1940 — Дурсун — Огуль Герек
- 1936 — Заключённые — мать инженера Садовского
- 1934 — Кража зрения
- 1932 — Друзья совести
- 1918 — Без исхода — Наташа, дочь писателя Тройнина
- 1918 — Восстание — подпольщица
- 1918 — Жертва вечерняя — Лидия Львова, жена князя
- 1918 — Звезда Олимпии
- 1918 — Ложь
- 1918 — Неразгаданная женщина — Елена Светлова
- 1918 — Пляска скорби и суеты — Елена
- 1918 — Та третья
- 1917 — Где правда — артистка Горичева (камео)
- 1917 — Заколдованный круг — Тата
- 1917 — Золотой вихрь
- 1917 — Жертва вечерняя
- 1917 — Когда цветёт сирень — Хельвиг
- 1917 — Отречёмся от старого мира
- 1917 — Поединок любви
- 1917 — Скерцо дьявола — Людмила
- 1917 — Софья Перовская — Софья Перовская
- 1917 — Судьбы жестокие удары
- 1917 — Тайна железной двери
- 1917 — Улыбка медузы — Фанни, подруга Люси
- 1916 — Аромат греха
- 1916 — Дело доктора Мореля — Антуанетта
- 1916 — Золотой вихрь
- 1916 — Илья Мурин — Катерина
- 1916 — Королева мёртвых — Гизелла, бывшая возлюбленная Раймонда, «королева мёртвых»
- 1916 — Король без венца — Мария, дочь музыканта-бродяги
- 1916 — Любовь среди декораций
- 1916 — Невинная жертва
- 1916 — Так было суждено — Люба, дочь купца Старыгина
- 1916 — Хозяйка
- 1916 — Чёрные тени — дочь миллионера Скулатова
- 1915 — В золотой паутине Москвы — Дина, жена Крымова
- 1915 — Великий Магараз — Елена, жена Забрежнева
- 1915 — Любовные похождения госпожи В…
- 1915 — Муж — Софья Павловна, жена Дугановича
- 1915 — Убогая и нарядная — убогая
- 1915 — Яма — Люба
- 1914 — В огне славянской бури — Надя
- 1914 — Шкап смерти — Зина, дочь акробата
- 1912 — Жидовка-выхрестка — Сара, дочь сапожника
- 1912 — Лишённый солнца — Эвелина, невеста Горского
- 1912 — Труп № 1346 — Лиза Ростова

## Критические отзывы
Советский кинокритик Б. С. Лихачёв так в 1927 году писал о Горичевой: «Мария Горичева, постоянная партнёрша популярных трагиков Адельгеймов, внесла на экран дешёвую мещанскую мелодраму, отзывавшую глухим провинциализмом. Её вытаращенные в сильных местах глаза и растопыренные руки, символизировавшие ужас, были действительно кошмарны, но после „французских“ манер, демонстрируемых русскими актёрами в фильмах Пате, это было ново, а потому нравилось публике».

## Семья
- Муж — Владимир Борисович Адельгейм (настоящая фамилия Квитко).
  - Сын — Георгий Владимирович Адельгейм (Квитко, Горичев; 1907—1981) — актёр театров братьев Адельгейм (1931—1935, 1937—1938), п/р В. К. Папазяна (1938—1939), п/р Н. П. Россова (1939—1941), московских и провинциальных театров и филармоний[1].